# Gymnopilus fagicola
Gymnopilus fagicola là một loài nấm thuộc họ Cortinariaceae.